# Peperomia eburnea
Peperomia eburnea är en pepparväxtart som beskrevs av Jean Jules Linden. Peperomia eburnea ingår i släktet peperomior, och familjen pepparväxter. Inga underarter finns listade i Catalogue of Life.